# Quetzal crestat
El quetzal crestat (Pharomachrus antisianus) és una espècie d'ocell de la família dels trogònids (Trogonidae) que habita la selva humida de les muntanyes de Colòmbia, oest de Veneçuela, Andes de l'Equador, el Perú i Bolívia.